# Villampuy
Villampuy ist eine französische Gemeinde mit 298 Einwohnern (Stand: 1. Januar 2022) im Département Eure-et-Loir in der Region Centre-Val de Loire; sie gehört zum Arrondissement Châteaudun und zum Kanton Châteaudun.

## Geographie
Villampuy liegt etwa 15 Kilometer ostsüdöstlich vom Stadtzentrum Châteauduns. Umgeben wird Villampuy von den Nachbargemeinden Varize im Norden, Péronville im Osten und Nordosten, Villamblain im Osten und Südosten sowie Villemaury im Süden und Westen.

## Bevölkerungsentwicklung
| Jahr                       | 1962 | 1968 | 1975 | 1982 | 1990 | 1999 | 2006 | 2018 |
| Einwohner                  | 346  | 339  | 301  | 269  | 266  | 228  | 273  | 305  |
| Quellen: Cassini und INSEE |      |      |      |      |      |      |      |      |

## Sehenswürdigkeiten

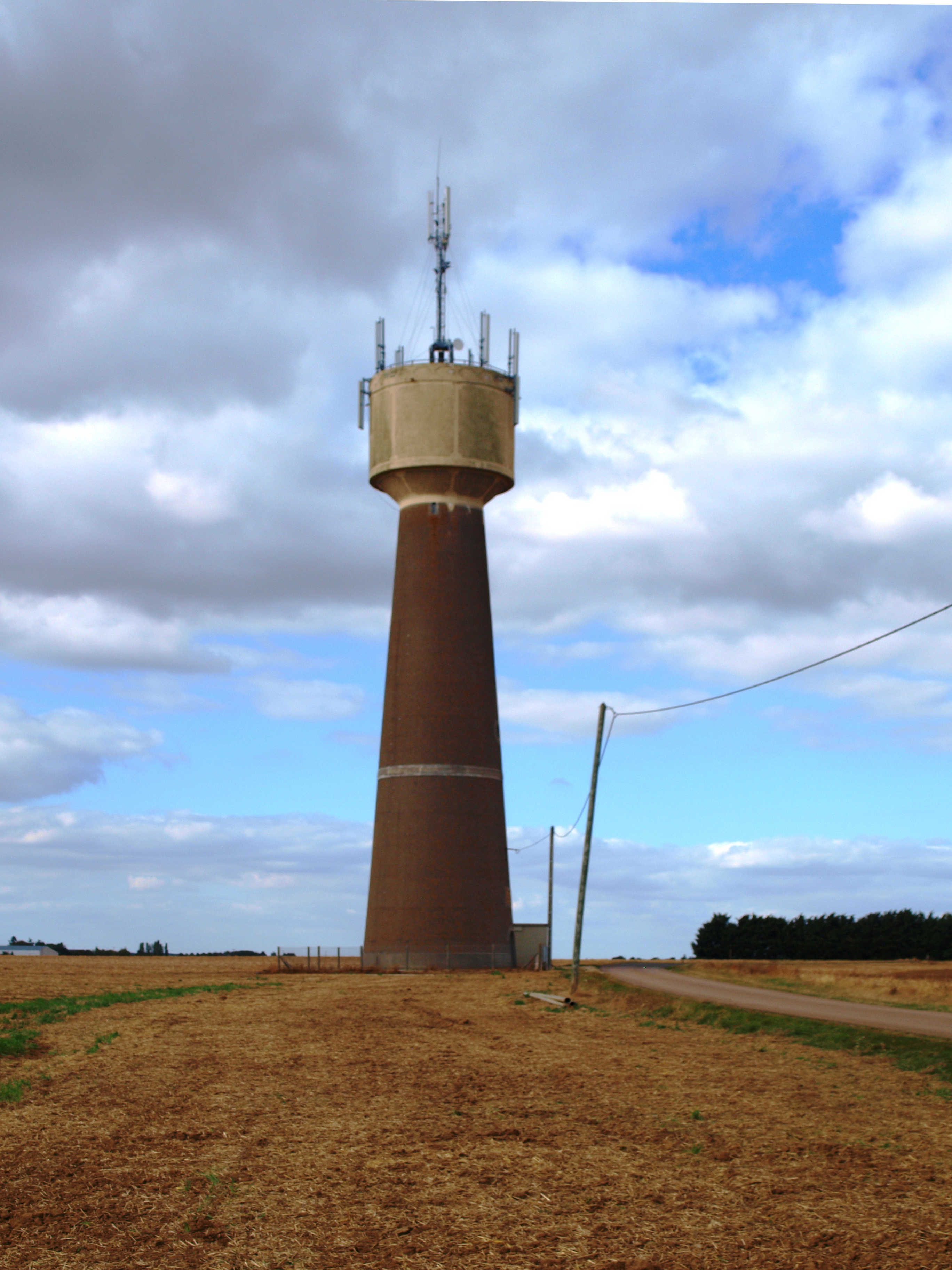
Wasserturm

- Kirche Notre-Dame
- Wasserturm